# 萨沃尼耶尔德旺巴尔
萨沃尼耶尔-德旺巴尔（法語：Savonnières-devant-Bar，法語發音：[savɔnjɛʁ dəvɑ̃ baʁ]，意为“巴尔前方的萨沃尼耶尔”）是法国默兹省的一个市镇，属于巴勒迪克区。

## 地理
萨沃尼耶尔-德旺巴尔（48°45'22"N, 5°10'38"E）面积5.16 平方千米，位于法国大東部大區默兹省，该省份为法国西北部内陆省份，北与比利时接壤，西接马恩省和阿登省，南至上马恩省和孚日省，东临默尔特-摩泽尔省。
与萨沃尼耶尔-德旺巴尔接壤的市镇（或旧市镇、城区）包括：巴勒迪克、巴鲁瓦地区隆日维尔、蒙普洛讷。
萨沃尼耶尔-德旺巴尔的时区为UTC+01:00、UTC+02:00（夏令时）。

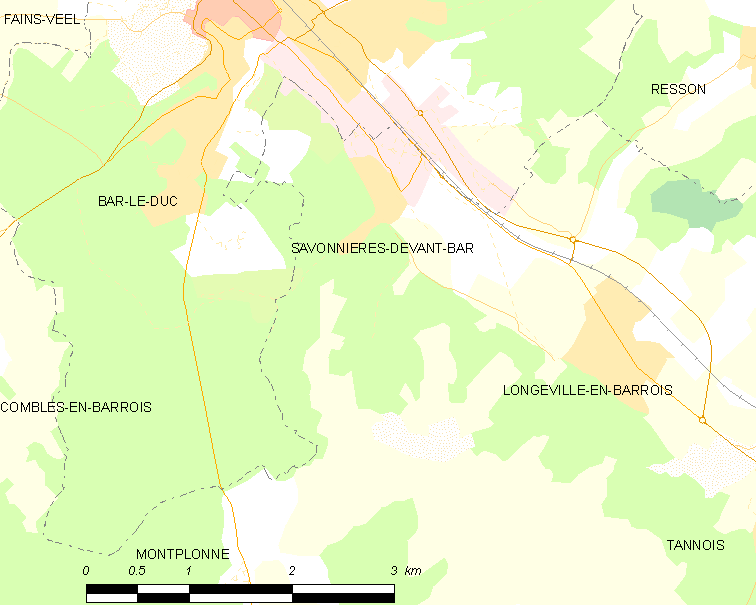
萨沃尼耶尔-德旺巴尔的OSM定位图

## 行政
萨沃尼耶尔-德旺巴尔的邮政编码为55000，INSEE市镇编码为55476。

## 政治
萨沃尼耶尔-德旺巴尔所属的省级选区为巴勒迪克第一县。

## 人口

1962-2008年间萨沃尼耶尔-德旺巴尔人口变化图示

萨沃尼耶尔-德旺巴尔于2022年1月1日时的人口数量为451人。